# شولناخ
شولناخ (به آلمانی: Schöllnach) یک شهر در آلمان است که در دگندورف واقع شده‌است.

## خصوصیات
شولناخ ۳۹٫۹۳ کیلومترمربع مساحت دارد ۳۷۱ متر بالاتر از سطح دریا واقع شده‌است.